# Raluca Anghelina
Raluca Florentina Anghelina (n. 9 iunie 1990, în București) este o handbalistă română ce joacă pentru echipa CSM Ploiești pe postul de intermediar dreapta. Începând din 2005, ea a fost convocată la echipa națională de junioare a României. În total, ea a jucat în 31 de meciuri și a înscris 130 de goluri.

## Carieră
Raluca Anghelina a început să joace handbal la Clubul Sportiv Antilopa București, având-o ca profesoară pe Florica Iliescu. Prima echipă de senioare la care a jucat a fost CSM București, club la care a evoluat până în vara anului 2013, când s-a transferat la CSM Ploiești.